# Opstanding (Tolstoj)
Opstanding (Russisch: Воскресение; Voskressenije) is een roman van Leo Tolstoj uit 1899. Het verhaal verwijst naar de Opstanding. Het was de derde en laatste roman van Tolstojs hand. Het boek is een epische roman, waarin de hoofdpersoon zich ontwikkelt van een egocentrisch man tot een moreel hoogstaand persoon (verheffing van het volk). 
Het werk werd in eerste instantie redelijk goed ontvangen. Punt van kritiek was de wel erg platte structuur van de karakters in het werk. Het werk bleef wellicht daardoor altijd in de schaduw staan van de andere werken van de schrijver. 

## Verhaal
Prins Dimitri Ivanovitsj Nechljoedov leeft in alle luxe en weelde die er maar te vinden is. Daartegenover staat de straatarme Maslova. Ze is wees en wordt opgevoed door twee tantes van Nechljoedov. Nechljoedov vertrekt naar het leger en komt na drie jaar terug. Maslova is dan veranderd in een mooie vrouw. Ze bedrijven de liefde, maar verder komt het niet. Uit de vrijpartij komt een kind naar voren. Het kind is de reden, dat Maslova door de twee tantes uit huis wordt gezet. Dat leidt tot een vroegtijdige dood van het kind en Maslova raakt in de goot. Ze gaat werken in de prostitutie. In het bordeel waar ze werkt, wordt een moord gepleegd in Maslova wordt als schuldige aangewezen. Nechljoedov zit in de jury om haar te veroordelen, maar kan niet verhelpen dat Maslova naar een gevangenis in Siberië moet. Nechljoedov voelt dat dat niet goed is en wendt zijn rijkdom aan voor een hoger beroep. Dat wordt geweigerd en Maslova vertrekt alsnog naar Siberië met in haar kielzog Nechljoedov, die haar alsnog voor hem probeert te winnen. Maslova kiest echter voor Simonson een medegevangene. Nechljoedov ontmoet een Engelsman die een rondleiding krijgt in de gevangenis. Nechljoedov probeert Maslova nog eenmaal over te halen hetgeen mislukt. Terug in zijn hotel ziet Nechljoedov de Bijbel liggen en begint te lezen. Hij komt erachter dat hij tot dan toe verkeerd geleefd heeft in zijn lege bestaan. Hij gaat wegen zoeken om andere mensen te helpen in plaats van alleen aan zichzelf te denken.

## Uitgave
Het boek is diverse malen in het Nederlands gedrukt. In 2013 in het door uitgeverij Kok gedrukt in de serie 'Christelijke Klassieken'. 